# Tony Amendola
Tony Amendola (* 24. srpna 1951 v New Haven, Connecticut, Spojené státy) je americký herec známý především rolí Brat'aca v seriálu Hvězdná brána.

## Osobní život
Navštěvoval Southern Connecticut State University a promoval v roce 1974. Už jako vysokoškolský student se představil v několika muzikálech. Potom pokračoval ve studiu na Temple University ve Philadelphii a studium ukončil v roce 1977.
V roce 1978 se rozhodl přestěhovat do Los Angeles a najít si práci ve filmu a televizi. I když tento krok měl být původně dočasný, žije zde se svou manželkou až do dnešního dne.
Mluví španělsky a italsky. Mezi některé jeho zájmy patří: italská kuchyně, kultura a jóga.